# Alicja po drugiej stronie lustra (film 1987)
Alicja po drugiej stronie lustra (ang. Alice Through the Looking Glass) – film animowany z 1987 roku wyprodukowany przez Burbank Films Australia w reżyserii Andrei Bresciani i Richarda Slapczynskiego będący ekranizacją utworu Lewisa Carrolla o tym samym tytule. 

## Fabuła
Alicja przechodząc przez lustro w pokoju trafia do nieznanej nikomu krainy, gdzie spotyka wiele przedziwnych stworzeń. Postanawia zostać królową i aby to osiągnąć musi dostać się na ósme pole. W wędrówce pomaga jej błazen i magik białej królowej – Tom Głupek (ang. Tom Fool), który nie raz użyje magii, aby uratować Alicję z opresji.

## Wersja polska
Film w Polsce został wydany na kasetach VHS z angielskim dubbingiem i polskim lektorem.
- Wersja polska: Polnet Service
- Dystrybucja: Cass Film
- Tekst: Anna Niżyńska
- Czytał: Lucjan Szołajski

## Obsada (głosy)
- Janet Waldo – Alicja; Czerwona Królowa
- Townsend Coleman – Tom Głupek
- Mr. T – Jabberwocky
- Jonathan Winters – Tweedledum i Tweedledee
- Phyllis Diller – Biała Królowa
- George Gobel – Humpty Dumpty
- Alan Young – Biały Rycerz
- Clive Revill – Snark; Koza
- Hal Smith – Bandersnatch; Konduktor; Koń
- Will Ryan – Człowiek Gazeta
- Booker Bradshaw – Centaur
- Alan Dinehart – Ojciec Alicji; Biały Król; Czarodziej

## Piosenki
- Nobility w wykonaniu Townsend Coleman i Janet Waldo
- We're Bad w wykonaniu Mr. T, Hal Smith i Clive Revill[3]